# Ла-Флореста (Уругвай)
Ла-Флореста (исп. La Floresta) — небольшой населённый пункт в Уругвае в департаменте Канелонес, административный центр одноимённого муниципалитета.

## История
В 1909 году доктор Мигель Переа начал высаживать лесополосы в этой местности. В 1911 году было основано общество для озеленения и строительства в этих местах, благодаря чему развился курорт. В 1915 году открылся отель «La Floresta», в котором работали казино и кинотеатр.
Несмотря на строительство зданий, работы по озеленению не прекращались, и к 1918 году был высажен миллион деревьев. В 1936 году открылся второй крупный отель, и было проведено электричество. В 1940 году Ла-Флореста была объявлена населённым пунктом, а 3 декабря 1969 года получила статус города (ciudad).